# Hartshorne (Derbyshire)
Hartshorne – wieś w Anglii, w hrabstwie Derbyshire, w dystrykcie South Derbyshire. Leży 16 km na południe od miasta Derby i 172 km na północny zachód od Londynu.